# Citizens Theatre
Résidence
Le Citizens Theatre est basé à Glasgow, en Écosse et produit la majorité des pièces pour l'ouest de l'Écosse. Il comprend un auditorium de 500 places et deux plus petites salles, appelées "studios" : le Circle Studio (90 places) et le Stalls Studio (50 places).

## Fonctionnement
Le Citizens Theatre est basé au sud de la capitale de l'Écosse, Glasgow, au Royaume-Uni. Il produit une grande partie des représentations professionnelles dans l'auditorium principal, les studios adjacents étant réservés à l'apprentissage créatif et à l'engagement avec la communauté. La compagnie du théâtre est gérée par deux directeurs artistiques : Jeremy Raison et Guy Hollands.
Construit dans le style victorien, il a fait l'objet de travaux de rénovations et d'agrandissement au cours des années et comprend maintenant un auditorium principal de 500 places et deux "studios" : le Circle Studio (90 sièges, un théâtre en rond où les spectateurs se trouvent de part et d'autre de la scène) ; et le Stalls Studio (50 sièges, un théâtre avec une allée centrale).
Dans le cadre de l'engagement du théâtre de rester accessible au public, le Citizens s'efforce de garder raisonnable le prix des billets (de 4£ à 7£ selon les horaires et l'âge). En 2008, plus de 900 enfants du quartier et des écoles alentour ont pu bénéficier d'une entrée à 2£ pour voir une représentation du Magicien d'Oz.

## Les anciens du Citizens Theatre
Beaucoup d'acteurs et d'actrices ont un jour joué sur les planches du Citizens Theatre. Parmi eux : Ciarán Hinds, Rupert Everett, Tim Roth, Tim Curry, Sean Bean, Pierce Brosnan, Alan Rickman, Glenda Jackson, Henry Ian Cusick, Robbie Coltrane, Duncan Macrae, Gary Oldman, Moira Shearer,  etc.
Les anciens de la TAG Theatre Company comprennent : Robert Carlyle, Bill Paterson, Alan Cumming, et Billy Boyd.